# Sám doma
Sám doma je americký rodinný film natočený roku 1990 režisérem Chrisem Columbem. John Williams byl za film nominován na Oscara za nejlepší hudbu za píseň Somewhere In My Memory.
Hlavní postava filmu, malý Kevin McCallister (Macaulay Culkin), je shodou nešťastných náhod donucen sám se postavit dvojici vykutálených zlodějíčků a ochránit před nimi vlastní dům.

## Děj
Film začíná, když se rodina McCallisterových chystá na vánoční výlet do Paříže. V domě je přítomen také zloděj Harry, který se vydává za policistu, aby zjistil podrobnosti o rodině, již chce oloupit. Dodávková služba doveze rodině pizzu k večeři. Kevin se o ni pohádá se svým bratrem Buzzem a je poslán do nejvyššího patra domu spát. Je naštvaný na svou rodinu, a tak si přeje, aby už navěky zmizela.
Přes noc přestane jít elektřina, a tak rodina zaspí. Spěchá proto na letiště a Kevina zapomene doma. Při počítání je místo Kevina totiž započítán syn sousedů, který se přišel na odjezd podívat. Kevin tak začne doma dělat věci, která má normálně zakázané. Jeho matka Kate v letadle řekne Kevinovu otci Peterovi, že má pocit, jako kdyby něco zapomněla. Krátce poté si uvědomí, že zapomněli na Kevina.
Mezitím začne Harry se svým parťákem Marvem vylupovat domy v okolí McCallisterových až se konečně zaměří na jejich dům. Kevin ale vidí jejich stíny a od loupeže je odradí tím, že rozsvítí v domě světla. Sám se ze strachu schová pod postel. Pak vyběhne před dům a začne řvát, že už se ničeho nebojí. Vtom ale přijde soused starý Marley, o kterém povídal Kevinovi Buzz. Marley měl zabít celou svou rodinu lopatou na sníh. Kevin se lekne a uteče.
Druhý den Kevin neúmyslně ukradne v obchodě kartáček na zuby a cestou zpět ho málem srazí dodávka Harryho a Marva. Harry mu řekne, aby si dával pozor a usměje se na něj a Kevin si všimne jeho zlatého zubu, lekne se a uteče. Zloději ho chvíli sledují a Kevin se jich zbaví až u kostela. Druhý den ráno se znovu rozhodnou vyloupit dům McCallisterových, ale Kevin pustí video, na kterém muž zabije jiného. Marv, který šel na obhlídku domu, uvěří, že se to stalo ve skutečnosti, a znovu odjedou.
Mezitím se Kevinova matka snaží dostat zpět do USA. Zbytek rodiny čeká na let za dva dny, ale Kate odletí do Dallasu, pak do Scrantonu, odkud ale do Chicaga, kde rodina bydlí, nic neletí. Pomůže jí skupina muzikantů, kteří si půjčí auto a jedou směrem k Chicagu.
V Chicagu se Harry dovtípí toho, že je Kevin doma sám, a tak se rozhodnou dům vyloupit. Kevin ale uslyší jejich rozhovor, a tak se na zloděje připraví. V kostele se mezitím spřátelí s Marleyem a přestane se ho bát.
V devět hodin přijdou Harry a Marv k domu a mluví ke Kevinovi přes dveře. Kevin na ně několikrát vystřelí vzduchovkou a zloději se tak rozhodnou změnit plán. Marv se rozhodne projít sklepem, ale uklouzne na schodech, na které Kevin vylil vodu, pak mu spadne na hlavu žehlička. Harry se rozhodne vejít přes hlavní vchod, ale také uklouzne a pak si spálí ruku o kliku, kterou nechal Kevin rozžhavit. Později si díky další Kevinově pasti spálí hlavu.
Po několika dalších nástrahách se nakonec oba lupiči do domu dostanou. Chvíli Kevina pronásledují po domě, nechávají se znovu napálit. Kevin jim uteče do poschodí, zavolá policii a pak uteče přes natažené lano do svého domu na stromě. Harry a Marv si lana později všimnou a všimnou si i Kevina v domku na stromě. Lupiči se rozhodnou po laně přelézt, ale Kevin ho přestřihne, když se dostanou dostatečně daleko, a zloději tak spadnou na zem.
Kevin pak začne utíkat, ale Harry s Marvem ho chytnou a chtějí mu oplatit vše, co on udělal jim. Vtom se ale objeví Marley a oba udeří lopatou na sníh a Kevina osvobodí. Pak přijede policie a oba lupiče zatkne. Kevin pak jde do ložnice rodičů a modlí se za to, aby se mu rodina vrátila.
Když se ráno Kevin probudí, hned běží dolů podívat se, jestli se modlitba splnila. Nesplnila. Ale chvíli potom zastaví před domem dodávka, kterou přijede Kevinova matka. Oba se radují, že se znovu vidí. Krátce na to přijede zbytek rodiny. Kevin jim neřekne, co se stalo předešlé noci. Film končí, když Buzz na Kevina zavolá, co dělal v jeho pokoji, a Kevin uteče.

## Obsazení
| Macaulay Culkin    | Kevin McCallister     |
| Joe Pesci          | Harry Lyme            |
| Daniel Stern       | Marv Merchants        |
| Roberts Blossom    | Marley                |
| Catherine O'Hara   | Kate McCallisterová   |
| John Heard         | Peter McCallister     |
| Devin Ratray       | Buzz McCallister      |
| Hillary Wolf       | Megan McCallisterová  |
| Angela Goethals    | Linnie McCallisterová |
| Michael C. Maronna | Jeff McCallister      |
| Gerry Bamman       | Frank McCallister     |
| Terrie Snell       | Leslie McCallisterová |
| Jedidiah Cohen     | Rod McCallister       |
| Senta Moses        | Tracy McCallisterová  |
| Daiana Campeanu    | Sondra McCallisterová |
| Kieran Culkin      | Fuller McCallister    |
| Anna Slotky        | Brooke McCallisterová |